# 嚇死油土伯
《嚇死油土伯》（英語：Deadstream）是一部2022年美國超自然恐怖喜劇電影，由凡妮莎·溫特和約瑟夫·溫特夫婦執導、編劇、製作和剪輯，這是他們的導演處女作，約瑟夫還擔任主演和配樂作曲。
劇情講述了一位名譽掃地的內容創作者想要在臭名昭著的鬼屋裡透過直播自己過夜來重振自己的事業。這部電影使用了一種尋獲佚失影片格式，影片内容即是直播本身。《嚇死油土伯》於2022年3月11日在西南偏南全球首映，並於2022年10月6日在美國由Shudder發行並獲得好評。

## 剧情
影片以肖恩為中心，他是一位名譽掃地的YouTube名人，因在影片中表演特技以“克服恐懼”而聞名。在電影開始之前，肖恩的一支影片引起了一場嚴重的爭議，導致他失去了贊助商和大部分粉絲群。肖恩迫切希望重新獲得人氣並保有新的獨家贊助商，他計劃在死亡莊園直播自己过夜。那里據稱是一座鬼屋，已有多人死亡。
作為與贊助商協議的一部分，如果肖恩中途離開或沒有充分探索這座房子，他就會喪失贊助權。在整個直播過程中，肖恩會定期打開聊天荧幕，對觀眾的評論做出反應。直播開始時，肖恩將汽車的火花塞扔進樹林，然後鎖上身後的門，並將鑰匙扔進格柵，不给自己留退路。在安装相機時，他講述了死亡莊園的歷史：米爾德麗德·普拉特的鬼魂縈繞在這座莊園裡，她是一位富有的摩門教女繼承人，也是一位失敗的詩人，在她的出版商和情人突然去世後自殺身亡。房子後來的住戶都神秘死亡，這個地方最終被遺棄。肖恩推測，多年來發生的各種死亡事件都是因为米爾德麗德想要成立一個她一生無法擁有的家庭。肖恩在房子里到处走动，介紹了每個房間，还有一個沒有任何超自然活動歷史的房間。他把这个房间当作安全室，把自己的装备摆放在里面。他發現壁櫥裡掛著一個奇怪的符號，把它拿了下來，後來又驚慌失措地把它毀掉了。
之後，肖恩試圖透過降神會來激怒鬼魂。在聽到一些奇怪的聲音後，他害怕地將自己關在自己的房間裡。原來是超級粉絲克丽茜特意前来死亡莊園與他見面。肖恩不願意分享聚光燈，但为了取悦观众，还是勉强让她留了下来。他們進一步調查了房子，發現了米爾德麗德的詩集，肖恩認為它很平庸，因為它“甚至不押韻”。兩人試圖透過通灵板與米爾德麗德的靈魂交談，克丽茜說服肖恩背誦一句拉丁語來讓鬼魂安息。
當克丽茜反複試圖嚇唬肖恩時，他突然想起他鎖上了莊園的門，這意味著克丽茜早就在这裡等肖恩了。他指責她是跟踪狂，並讓她離開。她攻擊他，咬住他的脖子。為了自衛，他刺傷了她的脖子。肖恩认为自己殺了她，打算離開並自首，但發現她的屍體不見了。肖恩查看了他扔下鑰匙的格柵，但只找到了一個盒子的鑰匙，裡面有一根斷指，還有一張照片，表明克丽茜實際上就是米爾德麗德·普拉特。懂行的觀眾發現他之前摧毀的符號是一個用来避邪的法蒂玛之手。而且，他所背誦的拉丁語，是米爾德麗德用來將之前住戶的靈魂束縛在自己身上的靈魂祭品的。在受到之前住戶变成的怪異食屍鬼的恐嚇後，肖恩多次嘗試逃離房子，最終從二樓的窗戶跳了出去。
肖恩找到了火花塞，但遇到了更多食屍鬼。肖恩用馬鈴薯槍殺死了敵人，但他的iPad壞了。肖恩无法与观众交流，只能聽天由命，躲在車裡，朗讀米爾德麗德的詩集。他發現了米爾德麗德用來獲得邪惡力量的咒語，而鬼声不停重複的那句話實際上出現在其中一首詩中。將這些碎片拼凑在一起后，他意識到米爾德麗德想要的并不是一個家庭，而是詩歌的聽眾。他受到啟發，完成了儀式，透过自己的觀眾規避了她的力量，並將她送回地獄。
肖恩拿起武器，回到屋裡挑戰米爾德麗德。他奮力回到安全室，取出了一台備用iPad，閱讀了观众翻譯咒語的评论。在準備儀式時，肖恩尷尬地為自己麻木不仁的特技、種族主義和糟糕的道歉而道歉，並發誓會做得更好。
在與米爾德麗德一番苦戰後，肖恩佔了上風，念出了咒語，但沒有用。看到她被切斷的手指，他記起這個儀式需要“犧牲肉體”。他砍掉了自己的一根手指，完成了儀式，米爾德麗德被一股看不見的力量拖進了充滿鮮血的地下室。肖恩慶祝起来，感謝現在大量的觀眾幫助他度過了這個夜晚。然而，當他准备退出直播時，他被米爾德麗德倖存的食屍鬼聽眾包圍，他的直播也中斷了。

## 演员
- 約瑟夫·溫特 饰 肖恩·拉迪
- 梅蘭妮·史東 饰 克丽茜/米爾德麗德